# Tigridia pavonia
Il fior di tigre messicano (Tigridia pavonia (L.f.) DC.) è una pianta della famiglia delle Iridacaee, diffusa in Messico e in America centrale.

## Distribuzione e habitat
La specie è diffusa in Messico, Guatemala, El Salvador e Honduras.

## Galleria d'immagini

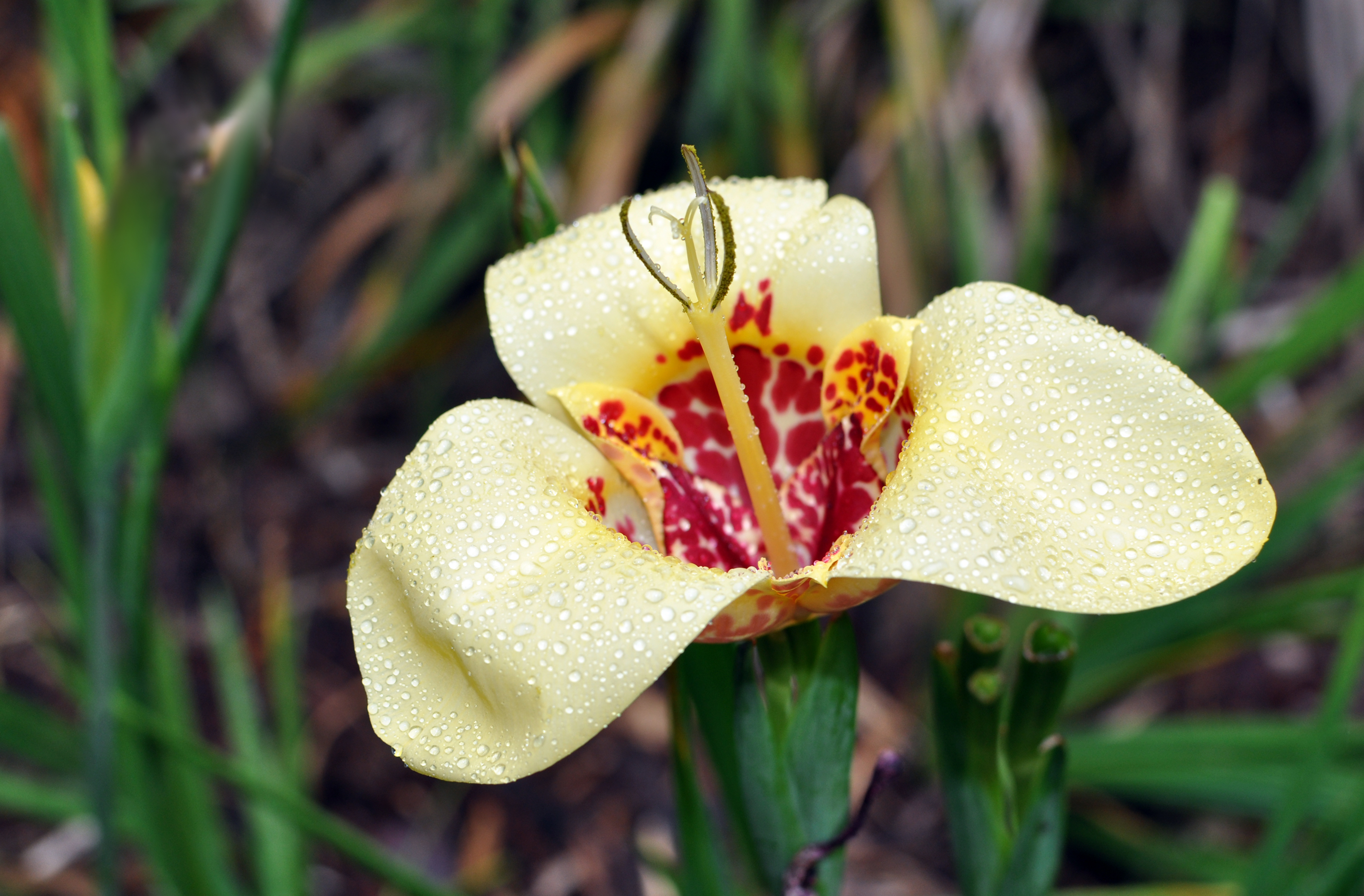
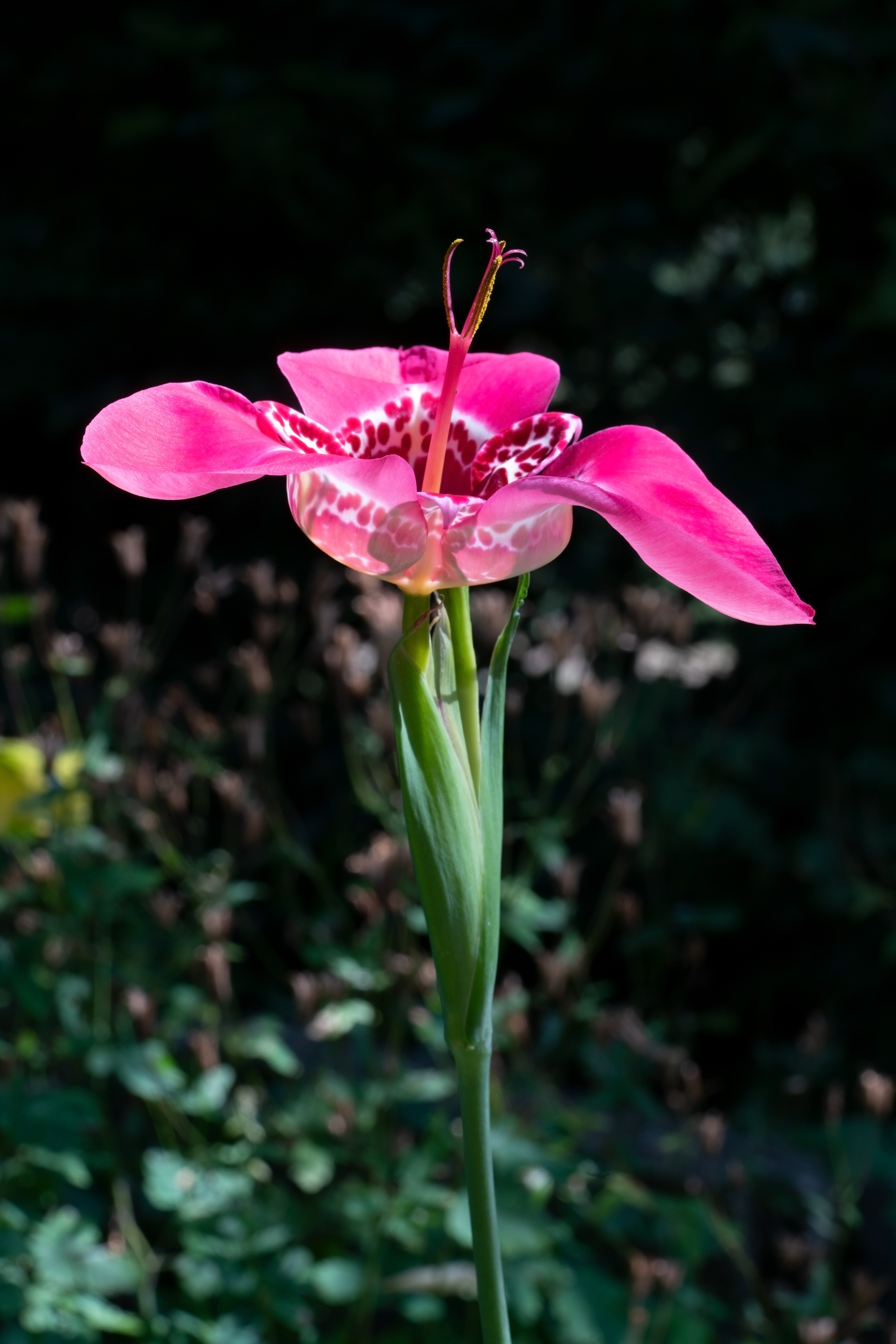
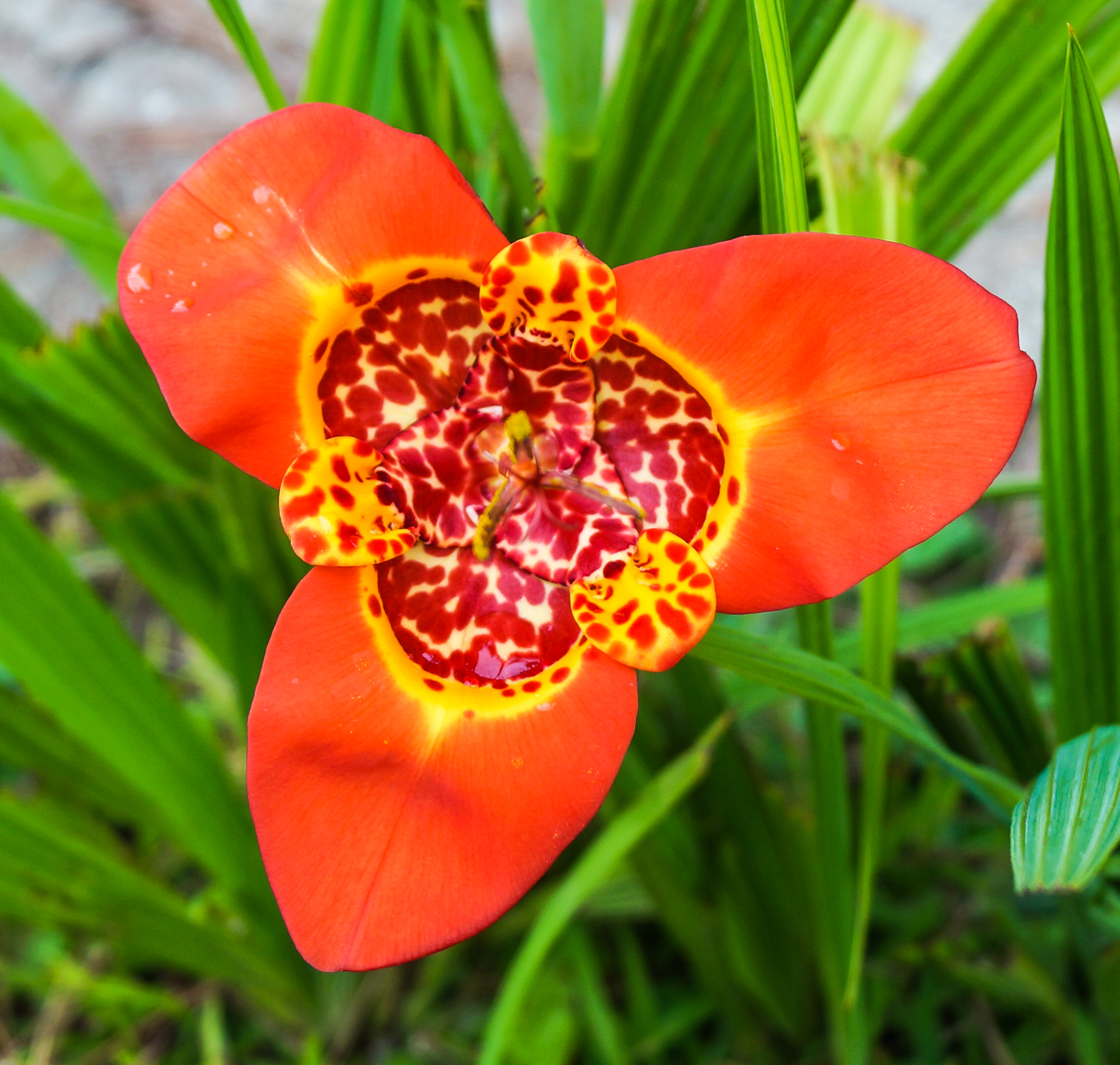
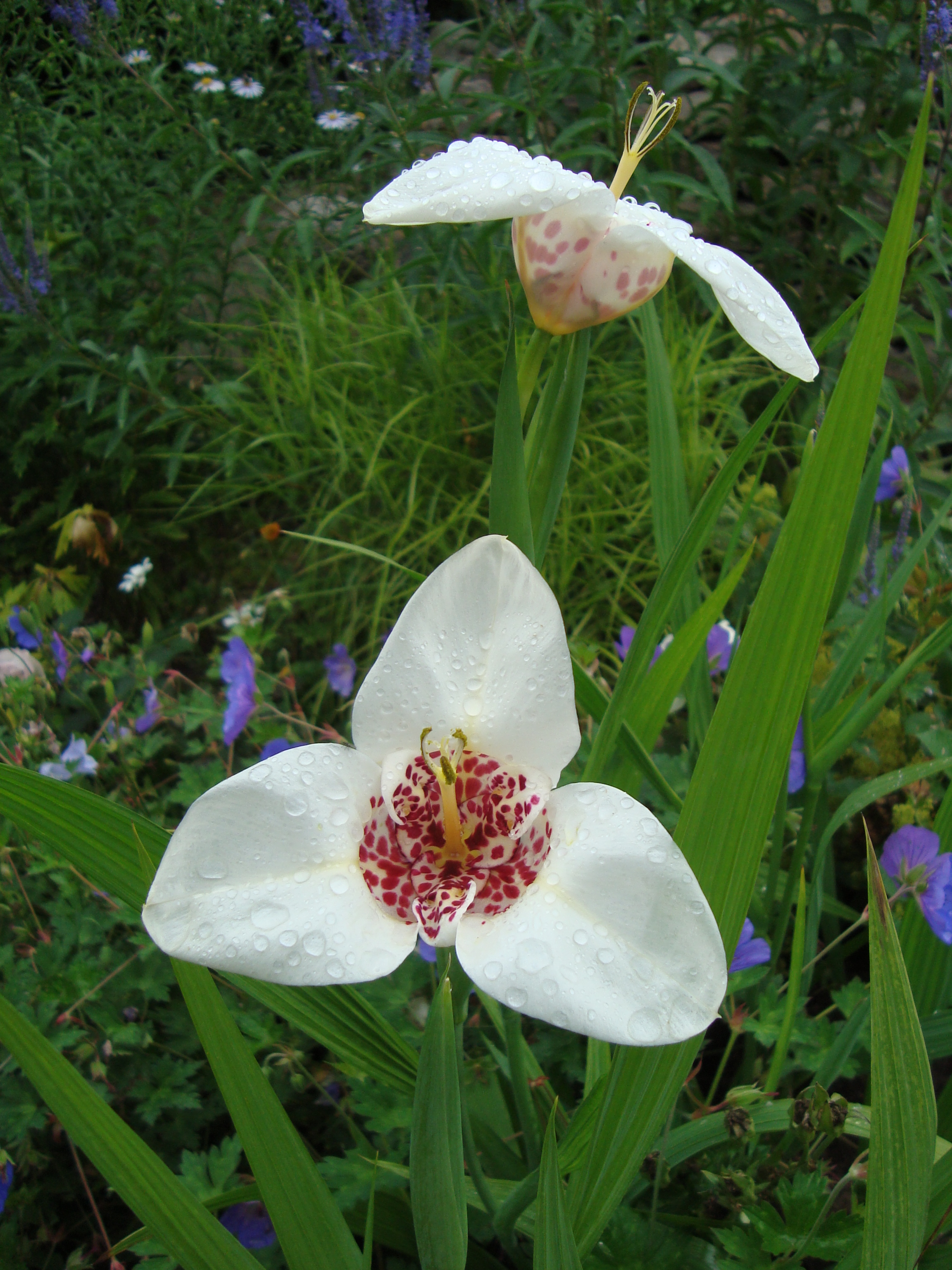
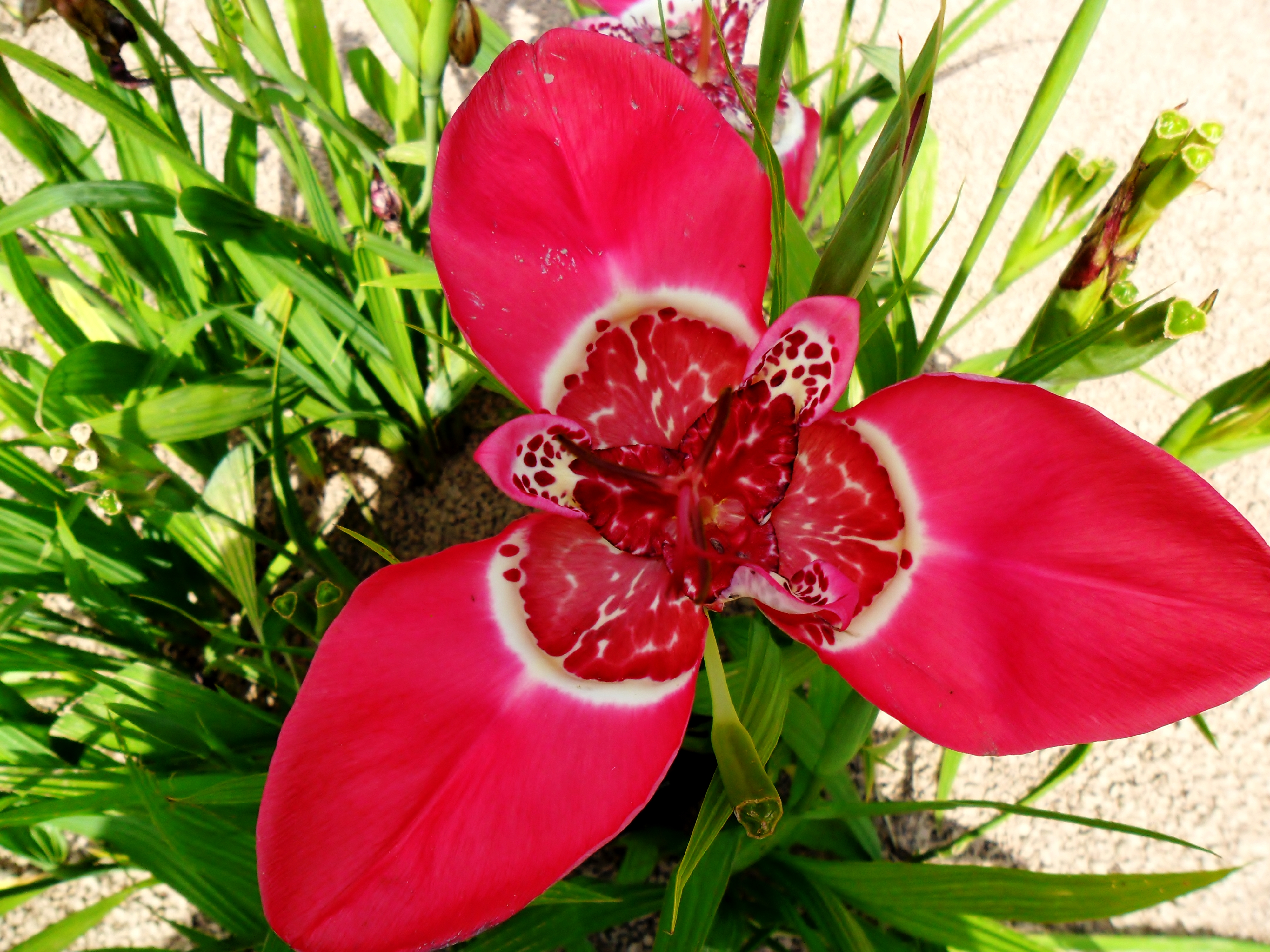
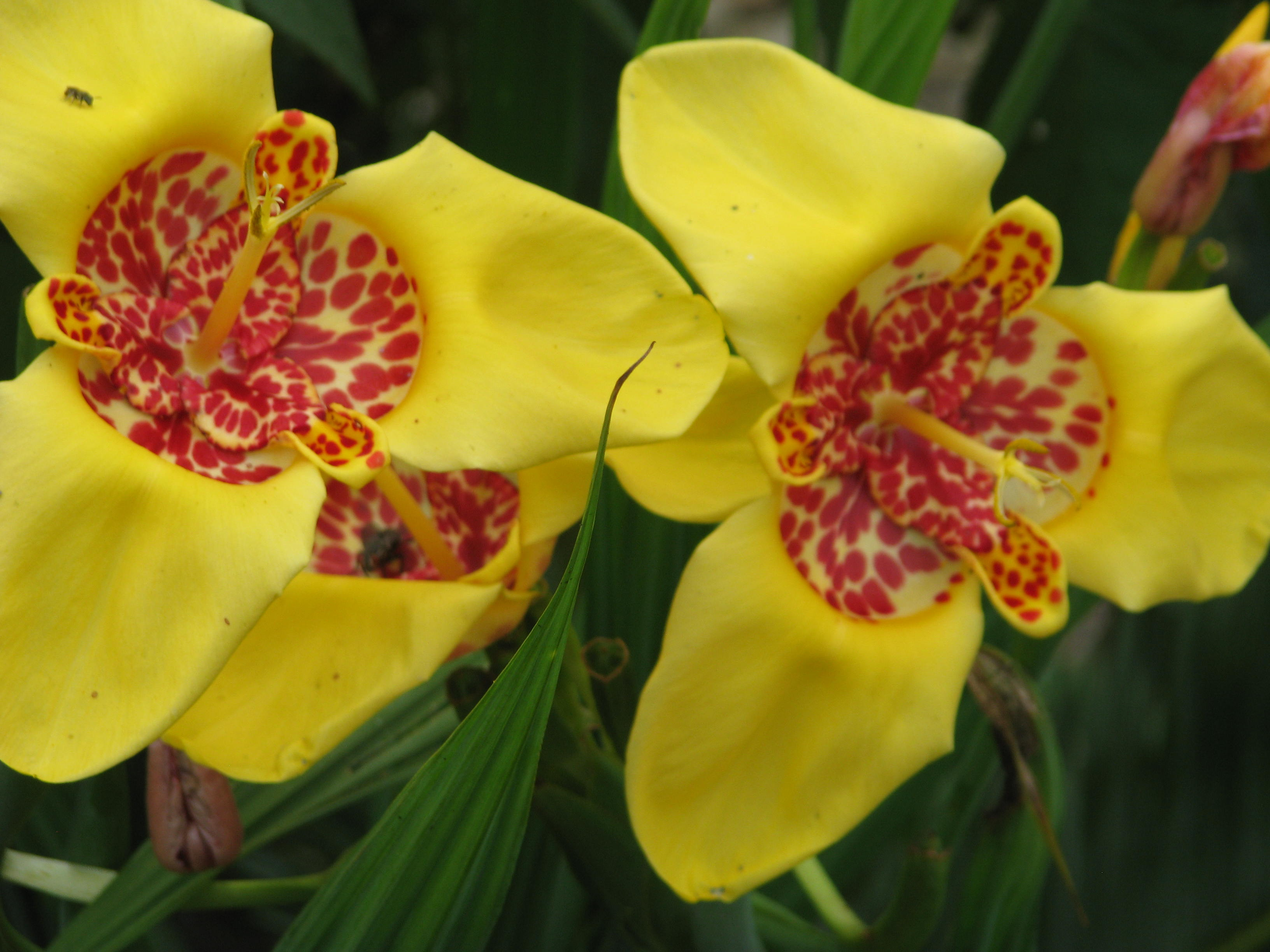